# Синай (меч)

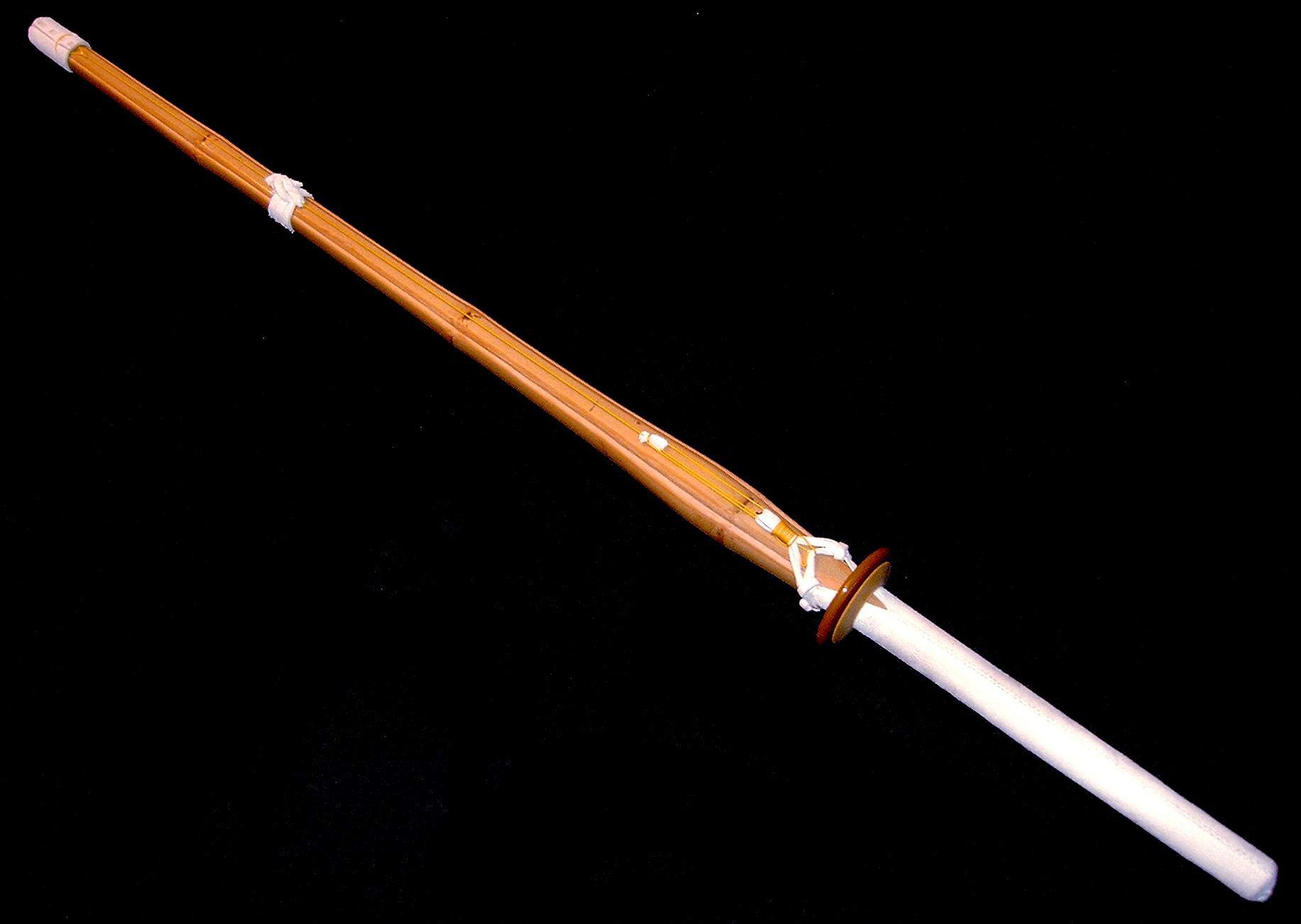
Бамбуковый синай

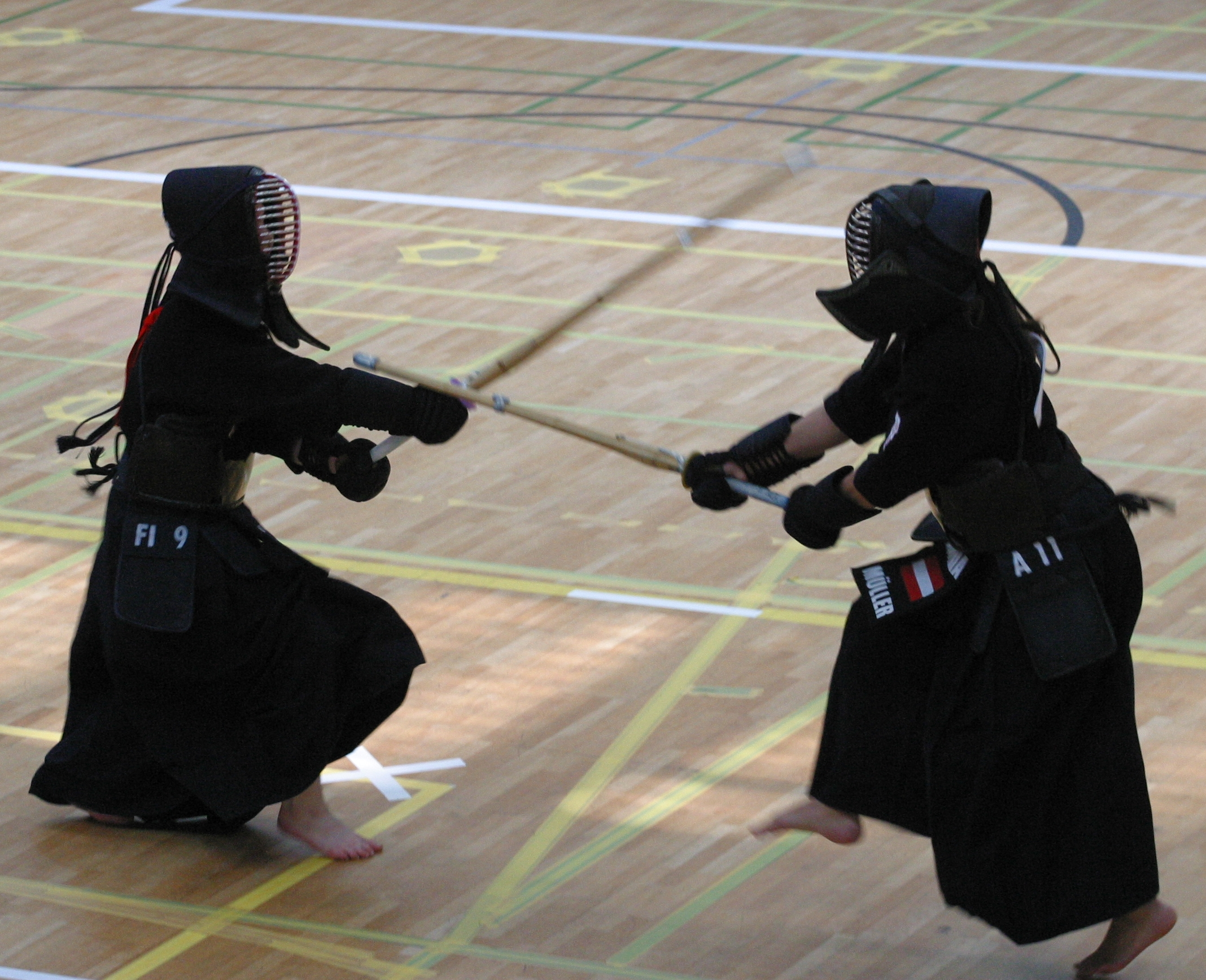
Состязание бойцов кэндо с синаями.

Сина́й (яп. 竹刀 — синай, такэмицу, букв. «бамбуковый меч») — бамбуковый спортивный снаряд, симулирующий меч. Используется для тренировок в кэндо, а также других видах боевых искусств. Обычно имитирует японский меч-катану. В кэндо для удара применяется как «режущая» часть синая, так и его кончик. Когда синай используется для практики, он сводит к минимуму опасность убить и травмировать себя или оппонента, по сравнению с мечом.

## История
Предположительно, первый тренировочный меч наподобие синая был изобретён самураем по имени Камиидзуми Нобуцуна в начале XVI века и назывался хикихада. Как и современный синай, он был сделан из бамбука, но состоял из большего количества частей и был обтянут кожей.
Существует точка зрения, что первым, кто представил синай в его современной форме, состоящей из четырёх основных частей: цуру, сакигава, цукагава и цуба стал Наканиси Тюдзо, бывший, по утверждению некоторых источников, самураем. Он же стал основным популяризатором данного вида тренировочного оружия и защитного снаряжения. Длина меча варьировалась от школы к школе, однако примерно в 1856 году военная школа боевых искусств Кобусё, официально основанная сёгунатом Эдо законодательно ограничила максимальную длину синая в 117 см.

## Конструкция
Синай состоит из четырёх особым образом профилированных бамбуковых полос, составленных квадратом или вертикальным прямоугольником и скреплённых двумя кусками кожи, а также веревок, рукоятки и завязки, защитного приспособления и его резинового или кожаного закрепителя. Бамбуковые полосы скрепляются с двух сторон кожаными рукоятками и наконечником, которые, в свою очередь, закрепляются веревкой. Для обозначения ударной части синая и обеспечения хорошей натяжки веревки используется завязка.

### Части синая

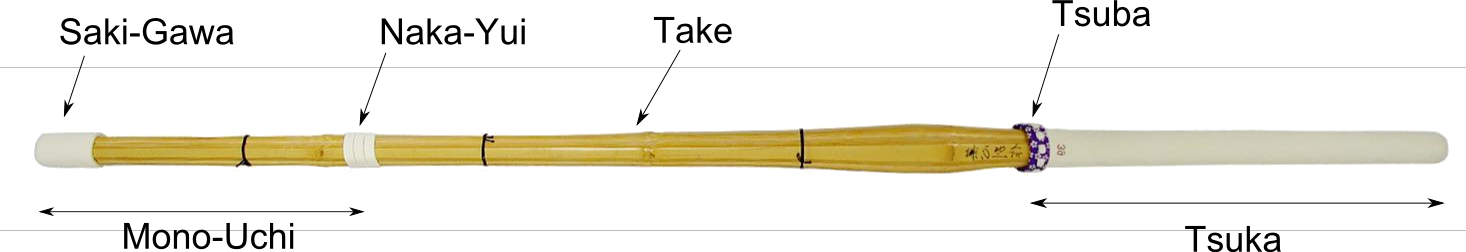
Части синая

- Цукагава — кожаный чехол на рукоятке синая.
- Цуба домэ — ограничитель, который удерживает цубу на своем месте.
- Цуба — аналог гарды.
- Цуру — шнур, натянутый между сакигава и цукагава вдоль тыльной стороны синая.
- Накаюй — обмотанный вокруг синая и затянутый в узлы кожаный ремешок.
- Сакигава — кожаный чехол для наконечника синая.
- Кэнсэн — кончик синая
- Моноути — «ударная часть» синая. В сиай (соревнованиях) правильными считаются удары только этой частью синая.
- Дзимбу — часть синая, соответствующая лезвию меча. Сторона противоположная той, где натянута цуру. [уточнить]
- Цука — рукоять[6].

На конце бамбукобые полосы (такэ) разделяются твердым, в наше время чаще пластиковым наконечником сакигому, фиксируемым сакигава. Кожаная петелька, которая находится в месте ближнего к цуба узла цуру и крепится на цуру, называется комоно (её может и не быть).
Параметры синая (его длина, толщина и вес) выбираются в зависимости от возраста и пола фехтовальщика.

## Аналогичные спортивные снаряды
Существует масса других спортивных снарядов, симулирующих клинок во время поединка фехтовальщиков. Например, помимо классических бамбуковых, на тренировках могут применяться пластиковые синаи. В кобудо, изучаемом индивидуально или в качестве дополнительной дисциплины при занятиях другими боевыми искусствами, в том числе карате и айкидо, применяются боккэн и субурито (утяжелённый макет боккэна, применяемый для отработки базовых движений).